# Еникој
Еникој или Ново Село (грч. Προβατάς, Проватас) је насељено место у општини Сер у периферији Средишња Македонија, Грчка. Према попису из 2021. године било је 829 становника.
Према бугарском географу и историчару, Василу Канчову, у Еникоју је 1900. године живело 220 Словена муслимана и 100 Словена хришћана. Године 1924. муслиманско становништво је принудно исељено у Турску и 16 Словена хришћана у Бугарску, а на њихово место је насељено 187 грчких избегличких породица, укупно 829 особа. На попису из 1928. године Еникој је имао 964 становника, од чега су Грци били апсолутна већина.